# Discorso
Un discorso è una modalità di comunicazione linguistica mediante cui si parla o scrive. La definizione del termine varia a seconda dei campi di applicazione (antropologia, etnografia, cultura, letteratura, filosofia, ecc.).
In semantica e analisi del discorso è una generalizzazione del concetto di comunicazione all'interno di tutti i contesti. Nel campo dei codici è la totalità del linguaggio utilizzato (vocabolario) in un determinato settore di pratica sociale o ricerca intellettuale (es: discorso giuridico, discorso religioso, discorso medico, ecc.). Michel Foucault ha definito il discorso come "un ensemble de séquences de signes" (un insieme di sequenze di segni). Per quanto riguarda il campo delle scienze sociali e delle scienze umanistiche, il termine ha rilevanza riguardo a un pensiero che si può esprimere mediante il linguaggio.
Il discorso si differenzia dall'enunciato e dalla dichiarazione. Il discorso, infatti, può rappresentare la manifestazione di un pensiero individuale relativamente o meno a un determinato argomento; la dichiarazione invece consiste in un atto ufficiale di solito è preparato e coinvolto in documentazioni.
Con il termine discorso si identifica anche l'esposizione pronunciata in pubblico relativamente a un argomento o materia (discorso inaugurale, discorso commemorativo, ecc.).